# Hugo Monteverde
Alberto Hugo Monteverde Cerrutti (Lima, 2 de marzo de 1958) es un político peruano. Es el actual alcalde del distrito de Santa María del Mar desde el 1 de enero del 2023.

## Biografía
Nació en la ciudad de Lima, el 2 de marzo de 1958.
Laboró como asesor de diferente empresas en el distrito de Magdalena del Mar.

## Carrera política
Se inició en la política como candidato a la alcaldía del distrito de Magdalena del Mar en las elecciones municipales del 2014 por el Partido Popular Cristiano, sin embargo, no resultó elegido. En las elecciones municipales del 2018, fue elegido como regidor como miembro del partido Acción Popular para el periodo municipal 2019-2022.

### Alcalde de Santa María del Mar
Finalmente, en las elecciones municipales del 2022, Monteverde fue elegido como alcalde del distrito de Santa María del Mar por Acción Popular para el periodo 2023-2026.